# César Hermida
César Hermida Bustos (Cuenca, 1943) es un escritor y médico ecuatoriano.
A lo largo de su carrera literaria ha cultivado el género de la novela histórica, con obras como De nostalgias y olvidos (1996), sobre la vida del mariscal José de la Mar, El Cóndor y el colibrí (2008), sobre los periodistas Manuel J. Calle y José Peralta, y La Cusinga, esencia del fuego y el viento (2018), donde narra el paso de la Misión geodésica francesa por la ciudad de Cuenca.
En 2014 publicó, de la mano de la editorial Eskeletra, su primera novela completamente de ficción, La carta del último día, que sigue el misterio alrededor de una carta escrita por el protagonista, un médico cuencano de casi 70 años que fue testigo de varios de los hechos más importantes que ocurrieron en su ciudad natal en el siglo XX.
En abril de 2019 ganó el Premio La Linares de Novela Breve por su obra Amoríos, que narra la relación amorosa de dos escritores que se conocen en un congreso de literatura.
También trabajó como articulista de los diarios El Tiempo y El Telégrafo y como representante de las organizaciones Panamericana y Mundial de la Salud.

## Obras

### Novelas
- De nostalgias y olvidos (1996)
- El cóndor y el colibrí (2008)
- La carta del último día (2014)
- La Cusinga, esencia del fuego y el viento (2018)
- Amoríos (2019)

### Ensayos
- De la vida morlaca (2014)[8]
- Sumak Kawsay y salud (2017)[9]